# Parafia św. Michała Archanioła w Jabłonce Kościelnej
Parafia św. Michała Archanioła w Jabłonce Kościelnej – rzymskokatolicka parafia należąca do dekanatu Wysokie Mazowieckie, diecezji łomżyńskiej, metropolii białostockiej. Siedziba parafii mieści się w Jabłonce Kościelnej.

## Historia
Datę 29 października 1493 r. nosił dokument uposażeniowy w Jabłonce Świerczewie później zwanej Kościelną. Fundatorami byli: Jakub Ciechanowski, bracia Maciej, Stanisław, Piotr, Stefan, właściciele Miodus.

## Kościół parafialny
Obecny murowany kościół został wzniesiony w latach 1898-1905 według projektu arch. Franciszka Przecławskiego. Wybudowany w stylu neoromańskim.

## Zasięg parafii
Do parafii należą wierni z miejscowości:

- Jabłonka Kościelna,
- Faszcze (0,5 km),
- Jabłonka Świerczewo (0,5 km),
- Krajewo Białe (1 km) (część)
- Miodusy Litwa (1,5 km),
- Miodusy Stasiowięta (1,5 km),
- Miodusy Stok (4 km),
- Miodusy Wielkie (2 km),
- Rębiszewo Studzianki (2 km),
- Rębiszewo Zegadły (2,5 km),
- Tybory Jeziernia (2 km),
- Tybory Kamianka (2 km),
- Tybory Misztale (2,5 km),
- Tybory Olszewo (4 km),
- Tybory Trzcianka (1 km),
- Tybory Wólka (5 km),
- Tybory Żochy (4,5 km)

### Liczebność parafian
W 1888 r. wsie należące do parafii Jabłonka zamieszkiwało 1663 katolików (881 mężczyzn i 782 kobiety). 
| Miejscowość     | Osób                 |
| Miejscowość     | XIX w. (dane 1888r.) |
| --------------- | -------------------- |
| Jabłoń Dąbrowa  | 206                  |
| Jabłonka        | 250                  |
| Litewka         | 80                   |
| Stasiowięta     | 100                  |
| Stok            | 148                  |
| Perki           | 32                   |
| Miodusy Wielkie | 242                  |
| Judzianka       | 108                  |
| Kamianka        | 185                  |
| Tybory Olszewo  | 100                  |
| Wólka           | 141                  |
| Jeziernia       | 67                   |
| Żochy           | 124                  |
| Misztale        | 66                   |